# Achim Bertenburg
Achim Bertenburg (* 1954 in Solingen) ist ein deutscher Maler.

## Leben und Werk
Bertenburg studierte an der Hochschule für Künste Bremen bei Karl Heinrich Greune . Seit 2010 hat er einen Lehrauftrag an der Hochschule für Künste Bremen inne. Er lebt und arbeitet in Bremen.

## Auszeichnungen und Preise
- 1991–92: Deutscher Akademischer Austauschdienst Stipendium Cité Internationale des Arts Paris
- 2013: BBK Stipendium New York
- 2022: Arbeitsstipendium Stiftung Kunstfonds

## Ausstellungen (Auswahl)
- 2023: Der verlorene Traum, Galerie K',  Bremen
- 2014: Künstlerräume, Weserburg - Museum für Moderne Kunst, Bremen
- 2014: See the Sound, Künstlerhaus Göttingen
- 2013: Deep Light, Städtische Galerie, Gdansk, Polen
- 2012: Bertenburg und Carrière. Kunsthalle Bremen [3]
- 2011: Bertenburg. Weserburg Museum für moderne Kunst[4]
- 2008: Fluss. Kunstverein Ruhr e.V., Essen[5]
- 1998: Achim Bertenburg und Horst Müller.Gesellschaft für Aktuelle Kunst, Bremen[6]
- 1997: Kunstverein Unna[7]
- 1997: Malerei.Kunstmuseum Bremerhaven[8]

## Ausstellungsbeteiligungen
- 2024: Wild!, Kunsthalle Bremen
- 2021: Domino 3, Salve Berlin
- 2019: Bildersprachen, Syker Vorwerk
- 2018: 2y 2m 2y, FAQ, Bremen
- 2017: Alles oder Immer, SchauFenster – Raum für Kunst, Berlin
- 2016: Die unbestimmte Form, Galerie K', Bremen
- 2015: Enlight my Space, Kunsthalle Bremen
- 2014: Blanks, Galerie K Strich, Bremen
- 2014: Collabs, Kunstpavillon Kreuzberg, Berlin
- 2014: Simsalabim, Produzentengalerie Hamburg, Hamburg
- 2014: Bertenburg, Prangenberg, Modersohn. ph-projects, Berlin
- 2013: Paula Modersohn Becker Kunstpreis, Große Kunstschau, Worpswede
- 2012: 899 km, Traklhaus, Salzburg
- 2011: ... Außer Haus ... Zeitgenössische Farbmalerei, Kunsthaus Stade
- 2010: Gazing into the stars / Sterne sehen, Riga Art Space, Riga, Lettland
- 2008: Out Of Time, Weserburg / Museum für Moderne Kunst, Bremen
- 2008: AquarellHappening, Kunstverein Tux, Österreich
- 2008: Vertrautes Terrain. ZKM, Karlsruhe (mit Korpys / Löffler)
- 2007: Searching for an Ideal Urbanity (mit Korpys / Löffler), Akademie Schloss Solitude, Stuttgart
- 2005: Wer Visionen hat, soll zum Arzt gehen. 25 Jahre Gesellschaft für Aktuelle Kunst, Bremen
- 2000: Bremer Konzepte, ART STUDIO 1, Deinste
- 1997: 1000 Jahre Danzig, Akademie Gdansk, Poland
- 1993: Stationen, Mathildenhöhe, Darmstadt
- 1993: Einschnitt, Emschertal-Museum, Herne
- 1992: Aus Deutschland, Kunsthalle Kaliningrad, Russland
- 1991: Windfall. Seamens´s Mission. Glasgow, Scotland
- 1991: Bergische Kunstausstellung. Museum Baden, Solingen

## Werke in Sammlungen
- Sammlung Kunsthalle Bremerhaven
- Sammlung Kunsthalle Bremen[9]
- Karin und Uwe Hollweg Stiftung
- Bremer Landesbank
- Kunstsammlung der Hansestadt Bremen